# Вивиен Шартър
Вивиен Шартър (на английски: Vivien Chartres; * 25 юни 1893, Торино, Кралство Италия; † 1 септември 1941) е британска цигуларка и дете-чудо, дъщеря на писателката Ани Виванти, чийто роман „Поглъщачите“ (1910) е вдъхновен от живота ѝ.

## Произход
Вивиен Шартър е родена в град Торино, Кралство Италия като дъщеря на англо-ирландския адвокат, журналист и активист на Шин Фейн Джон Смит Шартър (* 1862, † 1927) и родената в Англия италианска писателка Ани Виванти (* 1866, † 1942). Майка ѝ е племенница на немските писатели Паул Линдау и Рудолф Линдау.

## Биография
Започва да свири на цигулка като момиче. Благодарение на инструкциите на своя учител, насърчението на майка си и собствения си забележителен вроден талант тя скоро започва да се проявява като отлична изпълнителка. Няколко месеца след като започва да свири, Вивиен изпълнява Романса на Йохан Свендсен. По това време тя посещава чичото на майка ѝ – писателят Паул Линдау в Париж. Той е удивен от напредъка ѝ и предлага майката и дъщерята да пътуват до Прага, за да може Вивиен да се яви на прослушване при може би най-великия учител по цигулка в Европа – Отакар Шевчик. 10-годишната цигуларка е приета да учи при маестрото. В една хладна вечер в началото на януари 1905 г. 11-годишната изпълнителка прави оркестровия си дебют в Прага с Бохемския филхармоничен оркестър с Концерта на Макс Брух в g-minor. 
Сред пражкия триумф Вивиен изнася единадесет концерта във Виена. След Виена майка и дъщеря отиват в Берлин, където Вивиен си сътрудничи със самия Макс Брух. Колегата на Брух, цигуларят Йозеф Йоаким, се запознава с Вивиен и смята, че дарбата ѝ е страхотна. След Виена е ред на Цюрих, Стокхолм, Рим и Палермо. Не след дълго Вивиен омагьосва европейската аристокрация. Тя има невероятни способности, интелигентност и чар, примесени с чиста детска невинност, която я харесва на всеки, когото среща.

В началото на 1905 г. Вивиен и Виванти се завръщат в Лондон, за да може Вивиен да направи британския си дебют. Тъй като пресата става все по-запленена от талантливото младо момиче, Ани Виванти започва да твърди, че Вивиен е родена през 1895 г., а не през 1893 г., вероятно за да може талантът ѝ да изглежда още по-необикновен. Тя изнася рецитал в Куинс Хол, Лондон, през 1904 г., през същата седмица, в която участват Мари Хол, Миша Елман и други деца цигулари. „Да чуеш как тази малка точка атакува сол минорния концерт от Брух и фантазията на Moïse бе нещо като откровение“, коментира рецензент. Критиците се критикуват Виванти, че е позволила детето да бъде претоварено и преекспонирано. Обвинени по нов закон за предотвратяване на експлоатацията на много малки деца, Виванти и мениджърът Нарчизо Верт са глобени. Мениджърът почива през юни 1905 г. от сърдечен удар, дължащ се на стреса. Вивиен се появява отново в Куинс Хол през 1906 г.
Тя участва с Хари Лодър, Вайълет Ванбру, Елалайн Терис и други изпълнители на благотворителен концерт за набиране на помощни средства след бедствието в мината Куриер през 1906 г.
След като превзема Лондон с щурм, Вивиен се завръща на континента за още едно турне. Психолог със седалище във Виена на име д-р Херман Свобода (пионер в областта на биоритмите) иска да я изследва. След като я среща, той заявява, че „Музикалното дете-чудо е откровение на божественото. Тя е най-близкият подход до онези идеални същества, които хората наричат ангели… Тя е жив пратеник от Отвъдното, събуждайки душите ни с дадената от Бога музика, за да повярваме в това, което е над всяко човешко разбиране.“
В края на 1906 г. Вивиен изнася осем концерта в родния си град Торино. Тя се радва на огромен успех там; репортер твърди, че „не е имало такъв триумф след Паганини“. Тя също така посещава и очарова кралица Маргарита, която обожава (Вивиен плаче всеки път, когато лицето ѝ е измито, защото не иска целувката на кралицата да бъде изтрита от бузата ѝ). С трогателен жест, след като изпълнява концерт на Паганини, тя подрязва няколко люляка и ги поставя на гроба на композитора с простата бележка „На Паганини, смирено, Вивиен“.
Свири за крал Едуард VII в Мариенбад. През 1907 г. в списание „Пол Мол“ се появява дневник под нейно име, описващ нейните домашни любимци, музиката и ежедневните ѝ дейности. Тя свири в Шефилд с пианистката Ирен Шарер през декември 1907 г. и в Хъдърсфийлд през януари 1908 г. с пианиста Марк Хамбург.
През 1910 г. е публикуван романът на майка ѝ „Поглъщачите“ (The Devourers) – измислен разказ за двойката майка-дъщеря в техните стремежи към музика и свобода. Тя го пренаписва на италиански за публикуване през следващата година, като I divoratori (1911). Книгата е посветена на Вивиен, „за четене, когато тя има собствени деца чудо“. „Откровено Виванти твърди, че едно гениално дете поглъща майка си“, отбелязва един неотдавнашен литературовед. „По-недиректно тя показва как майките поглъщат и детето си.“
С напредването на възрастта Вивиен свири на публични места все по-рядко. Тя живее с майка си, която живее отделно от баща ѝ.
В първите дни на Първата световна война тя се запознава и се влюбва силно в Артър Линдзи Бърнс – генерален директор на компанията за шевни машини Зингер в Италия и подобно на бъдещата си съпруга и тъща, полиглот. Двамата се женят на 19 юли 1915 г. в Милано. Вивиен е на 22 г., а Бърнс – на 32 г. Имат две деца – Вивиен Ан-Мари, родена през 1916 г., и Сесил, родена през 1917 г. Бърнс умира през 1925 г. от пневмония и Вивиен остава сама с две малки деца. Преди смъртта си Бърнс ѝ предлагана да се омъжи за негов скъп приятел на име сър Ричард Ч. Р. Йънг, който е с 30 г. по-възрастен от нея. Вивиен първоначално се колебае да последва съвета на покойния си съпруг: две сватби са планирани и след това отменени. В края на краищата тя се омъжва за Йънг през август 1927 г. Няколко месеца по-късно умира баща ѝ, с когото Вивиен не е живяла години наред.
Семейство Йънг и Ани Виванти се срещат с Бенито Мусолини през 1927 г., докато живеят в Рим.
48-годишната Вивиен Йънг се самоубива през 1941 г. в дома си в курорта Хоув в южната част на Англия. Тя е изпаднала в дълбока депресия, след като съпругът ѝ се разболява от парализа. Тя отказва да го гледа как страда или да обмисля живота си без него. Затова тя запечатва спалнята на съпруга си, запалва газовия котлон и прикрепва гумена тръба от газа към противогаз. „Простете ми ми“, пише тя в предсмъртно писмо. „Не мога да продължа. Не мога да гледам как моят скъп съпруг става все по-парализиран и болката му става все по-лоша и по-лоша… Ще си отидем заедно, тихо и мирно.“ За първия си учител по цигулка тя оставя сто лири; за дъщеря ѝ – дрънкулки от кралица Маргарита и семейството на принц Бисмарк; за сина ѝ – бронз и неин портрет, както и брошка, която ѝ е била подарена от крал Едуард VII; на Църквата – бижу за Олтара на Светото сърце в оратория „Бромптън“ в Лондон, „в знак на благодарност за получените благословии“. Нейният Каляно е завещан на Благотворителния фонд на музикантите в Лондон и е продаден в полза на фонда.
Майка ѝ Ани Виванти живее в Италия, когато получава съобщение за внезапната смърт на Вивиен. Тя е съсипана. Въпреки че са изминали много години, откакто двете обикалят триумфално заедно, стаите на писателката все още са пълни със спомени от тяхната работа и пътувания. Тя приема Католицизма няколко дни преди смъртта си, настъпила шест месеца след тази на Вивиен.